# 11126 Doleček
(11126) Doleček, denumire internațională (11126) Dolecek, este un asteroid din centura principală de asteroizi.

## Descriere
11126 Doleček este un asteroid din centura principală de asteroizi. A fost descoperit pe 15 octombrie 1996 la Observatorul din Ondřejov de Petr Pravec. Asteroidul prezintă o orbită caracterizată de o semiaxă mare de 2,70 ua, o excentricitate de 0,14 și o înclinație de 9,9° în raport cu ecliptica.